# Faye Schulman

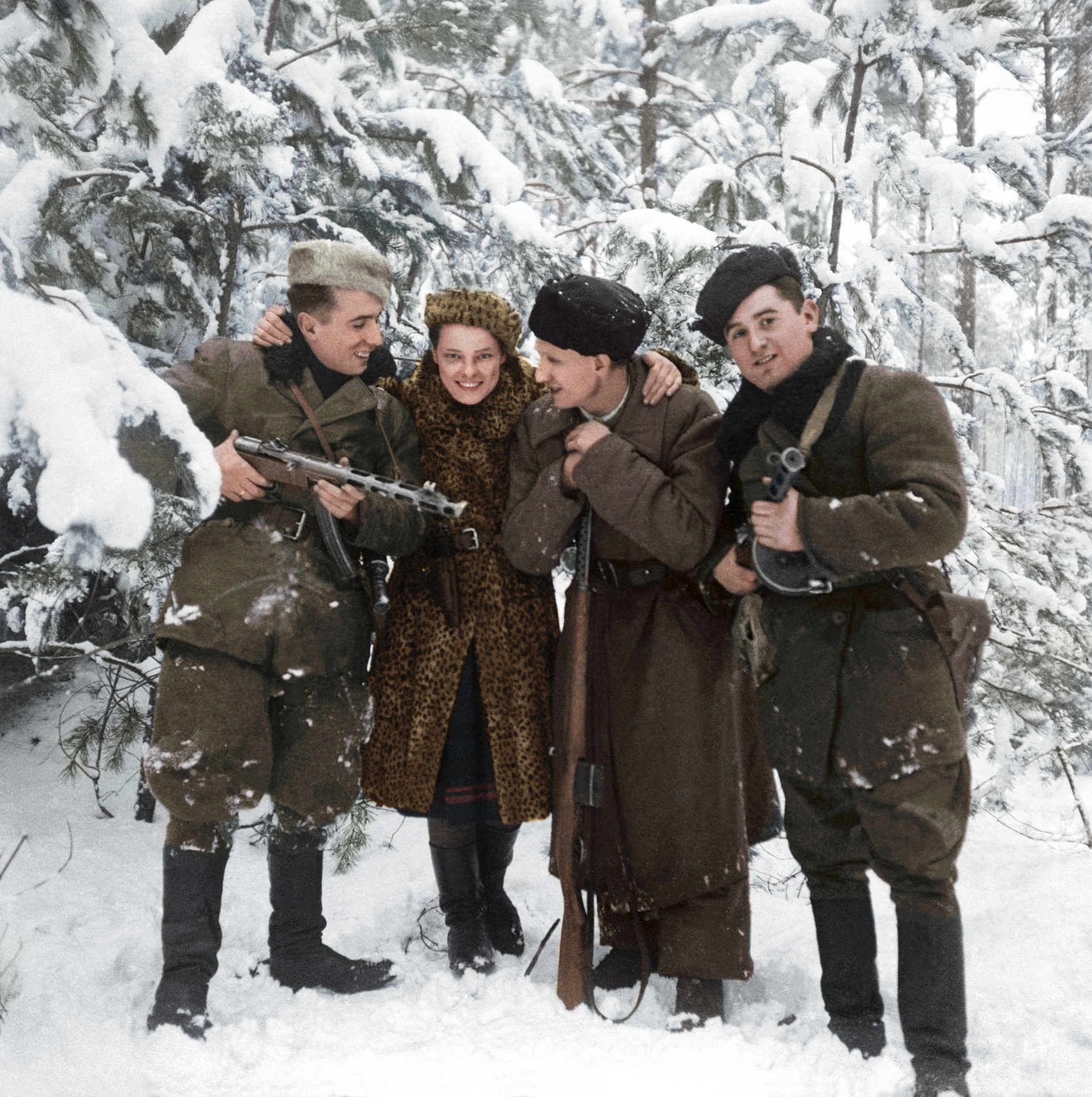
Faye Schulman mit russischen Partisanen (1944)

Faye Schulman, eigentlich Faigel Lazebnik, später Faina Lazebnik, (geb. 28. November 1919 in Sosnkowicze, Zweite Polnische Republik, heute Belarus; gest. 24. April 2021 in Toronto) war eine kanadische Fotografin. Sie ist als einzige Fotografin bekannt, die unter den Partisanen, die die deutsche Wehrmacht bekämpften, Aufnahmen machte.

## Biographie
Faigel Lazebnik stammte aus einer jüdischen Familie; sie hatte sechs Geschwister. Der Vater Yakov Lazebnik besaß eine Tuchhandlung, war aber wenig geschäftstüchtig, so dass die Mutter Rayzel Migdalovich Lazebnik bald mit einer Gaststube, in der die Kinder mithalfen, für das Familieneinkommen sorgen musste. Als sie 13 Jahre alt war, schenkte ihr ältester Bruder Moishe ihr eine Kamera und unterwies sie in Fotografie. Sie arbeitete in seinem Fotogeschäft und verdiente schließlich so gut, dass sie einen Teil der väterlichen Schulden begleichen konnte. Nach dem Einmarsch der Roten Armee im September 1939 in Lenin wurde ihr Name in Faina russifiziert.
Im Juni 1941 brach der Deutsch-Sowjetische Krieg aus, und die Wehrmacht erobert die Region, in der die Familie Lazebnik lebte. Am 14. August 1942 ermordeten Angehörige der Wehrmacht rund 1850 Juden im Ghetto von Lenin, darunter die Eltern von Faina Lazebnik, ihre Schwestern, ihren jüngeren Bruder, ihren Neffen (fünf Jahre) und ihre Nichte (zwei Jahre). Sie verschonten nur 27 Menschen, darunter Lazebnik wegen ihrer Fähigkeiten als Fotografin. Sie wollte nach dem Massaker Suizid begehen, doch ihre Mitgefangenen hielten sie davon ab. Deutsche befahlen ihr, von ihnen in Lenin gemachte Fotos zu entwickeln. Eines Tages entwickelte sie Fotos von einem Massengrab und konnte auf ihnen Mitglieder ihrer eigenen Familie identifizieren. Heimlich machte sie Abzüge der Fotos für sich selbst.
Während eines Angriffs von Partisanen auf Lenin floh Faina Lazebnik in die Wälder und schloss sich der Molotava Brigade an, einer Partisanengruppe, die größtenteils aus Deserteuren der Roten Armee bestand. Sie wurde von den Partisanen akzeptiert, weil ihr Schwager Arzt gewesen war. Daher glaubten sie fälschlicherweise, auch Faina habe medizinische Kenntnisse. Von September 1942 bis Juli 1944 diente sie der Brigade als Krankenschwester, verschwieg aber möglichst, dass sie Jüdin war, da viele der Männer Antisemiten waren. Auch lernte sie schießen. Arzt der Gruppe war ein Tierarzt, der Faina Lazebnik immer wieder gegen Angriffe und Verdächtigungen der sowjetischen Männer in Schutz nahm und ihr so das Leben rettete.
Bei einem weiteren Überfall der Partisanen auf Lenin gelang es Faina Lazebnik, ihre Fotoausrüstung zu retten. Während der folgenden zwei Jahre machte sie zahlreiche Fotos. Diese bieten ungewöhnliche Einblicke in das Leben der Widerständler: Ein Foto etwa zeigt eine Beerdigungsszene, bei der jüdische Kämpfer Seite an Seite mit sowjetischen bestattet wurden, ungeachtet eines heftigen Antisemitismus in der Gruppe. Später sagte sie: „I want people to know that there was resistance. Jews did not go like sheep to the slaughter. I was a photographer. I have pictures. I have proof.“ („Ich möchte die Menschen wissen lassen, dass es Widerstand gab. Juden gingen nicht wie Lämmer zur Schlachtbank. Ich bin Fotografin. Ich habe Bilder. Ich habe den Beweis.“) Sie war die einzig bekannte Fotografin unter den Partisanen.
Am 12. Dezember 1944, nach der Befreiung von den Deutschen, heiratete Faina Lazebnik in Pinsk Morris Schulman. Er stammte ebenso wie sie aus Lenin und hatte auch als Partisan gekämpft. Aus seiner weiteren Familie wurden rund 200 Menschen in der Shoah ermordet. Die Eheleute wurden mit mehreren Orden ausgezeichnet und lebten komfortabel im polnischen Pinsk, das sie aber verlassen wollten, weil die Stadt sie an einen Friedhof erinnere. Eine geplante Ausreise nach Israel scheiterte, weil die britische Mandatsmacht keine weiteren jüdischen Flüchtlinge ins Land lassen wollte.
Die folgenden drei Jahre verbrachten die Eheleute in einem DP-Lager im deutschen Landsberg am Lech, was Schulman in ihrer Autobiographie als eine „Ironie der Geschichte“ bezeichnete. Dort kam am 27. Januar 1946 Tochter Susanna zur Welt. Die dortigen Rabbiner bestanden auf einer erneuten Trauung der beiden; die erste wollten sie nicht akzeptieren, weil es in Pinsk weniger als zehn jüdische Gemeindemitglieder gegeben habe. Schulman: „We married knowing each other’s stories, two partisans, and we tried to live as if nothing had happened, building new and normal lives.“ („Als wir zwei Partisanen heirateten, kannten wir die Geschichten des anderen, und wir versuchten so zu leben, als ob nichts passiert wäre, indem wir neue und normale Leben aufbauten.“) Auch ihre beiden Brüder Kopel und Moishe überlebten das Kriegsende.
1948 wanderte die Familie nach Kanada aus, wo Sohn Sydney geboren wurde. Dort änderte Faina Schulman ihren Namen in Faye Schulman. Die Eheleute waren zu Beginn ihrer Zeit dort als Arbeiter in verschiedenen Fabriken tätig. Wegen fehlender Zeugnisse und schlechter Sprachkenntnisse konnte Moshe Schulman nicht in seinem erlernten Beruf als Wirtschaftsprüfer arbeiten. Später eröffneten sie einen eigenen Eisenwarenhandel, den sie 15 Jahre lang betrieben, bis Moshe Schulman als Unternehmensberater tätig wurde. Faye Schulman berichtete als Zeitzeugin von ihrer Zeit als Partisanin, ihre Fotos wurden vielfach ausgestellt. Sie überlebte ihren Mann um 23 Jahre und starb 2021 in Toronto. Ihre Fotos befinden sich zum Teil in der Jewish Partisan Educational Foundation in San Francisco.

## Publikation
- Die Schreie meines Volkes in mir. Wie ich als jüdische Partisanin den Holocaust überlebte. Lichtenberg, München 2000, ISBN 978-3-7852-8424-7.